# 火焔皇子
火焔皇子（ほのおおうじ・ほのおのみこ。生没年不詳）は飛鳥時代の皇族。『古事記』では火穂王（ほのほのみこ）、他に火焔王・火焔親王とも。摂津に住んだと伝わり、摂津名所図会によると、墓所は現在の伊丹市にあったとされるが、大阪国際空港の敷地となり、墓は現存しない。現在では勝福寺古墳（兵庫県川西市）の被葬者にあてる説が存在する。

## 系譜
宣化天皇の皇子。母は大河内稚子媛。椎田氏・為奈氏・川原氏の祖。また、額田王･鏡王女の祖先とする説もある。